# Amin Badr
Amin Badr (Londra, 9 gennaio 1995) è un ex taekwondoka britannico.

## Palmarès
- Europei

Manchester 2012: bronzo nei 54 kg.